# John Hogg (Naturforscher)
John Hogg (* 21. März 1800 in Norton nahe Durham; † 16. September 1869 in der Grafschaft Durham) war ein britischer Jurist, Altertumsforscher und Naturforscher.

## Leben
John Hogg war der zweite von vier Söhnen des Barristers John Hogg (1761–1823) und dessen Frau Prudentia (geborene Jones, ~1767–1838). Des Weiteren hatte er zwei Schwestern. Der Barrister Thomas Jefferson Hogg war einer seiner Brüder.
John Hogg besuchte die Durham Grammar School. Ab 1818 besuchte er Peterhouse, das älteste College der Universität Cambridge. 1822 erhielt er seinen Bachelor of Arts, sowie 1827 einen Master of Arts. 1828 wurde er in den Inner Temple aufgenommen. 1832 erfolgte seine Zulassung als Anwalt. Er praktizierte am Northern Circuit und war Friedensrichter sowie Deputy Lieutenant in der Grafschaft Durham. 
Neben seiner juristischen Tätigkeit beschäftigte Hogg sich intensiv mit naturwissenschaftlichen Themen. Er war ein angesehener Altertumswissenschaftler und Geograph sowie Naturforscher. So geht das Taxon Protoctista auf Hogg zurück. Er veröffentlichte eine Reihe von Büchern, unter anderem in den Bereichen Altertum, Hagiographie, Archäologie und Philologie, sowie Botanik, Geologie und Geographie. Des Weiteren interessierte er sich für die Naturgeschichte von Stockton-on-Tees und dessen Umgebung.
1839 wurde er Fellow der Royal Society. Des Weiteren war er Fellow der Linnean Society, Mitglied der Royal Society of Literature, als deren Vizepräsident er 1866 fungierte, und gehörte er der Cambridge Philosophical Society, der Royal Geographical Society und der Kongelige nordiske oldskriftselskab in Kopenhagen an. 
Hogg war mit Anne Louisa Sarah Goldfinch († 1864) verheiratet. Aus der Ehe gingen ein Sohn und zwei Töchter hervor. Er starb am 16. September 1869 in seinem Zuhause Norton House in der Grafschaft Durham.